# Шаповалов, Юрий Николаевич
Юрий Николаевич Шаповалов (15 января 1929, Свердловск — 1981, Симферополь) — советский украинский учёный-медик, основатель школы гистологов и эмбриологов.
Автор более 120 научных работ, включая 2 монографии.

## Биография
Родился 15 января 1929 года в семье рабочего в городе Свердловске.
В Симферополе окончил с золотой медалью среднюю школу, в 1953 году — с отличием окончил Крымский медицинский институт (ныне Медицинская академия имени С. И. Георгиевского) и был принят в аспирантуру этого же вуза на кафедру гистологии и эмбриологии, руководимую основателем Крымской эмбриологической школы профессором Б. П. Хватовым. На этой кафедре работал в должностях ассистента, доцента, профессора, а с 1972 года и до конца жизни — заведующего кафедрой. В последние пятнадцать лет он был проректором по учебной работе.
В 1956 году защитил кандидатскую диссертацию на тему «Образование мезенхимы, развитие кровеносных отростков и кровеносных сосудов млекопитающих». Его докторская диссертация на тему «Развитие зародыша человека в течение первых двух месяцев», защищенная в 1964 году, была посвящена закономерностям развития зародыша человека первых двух месяцев эмбриогенеза, установленных на основе изучения большого материала с использованием современных морфологических, цитохимических и биометрических методов исследования. Подготовка докторской диссертации совпала с проводимыми на кафедре гистологии и эмбриологии научными исследованиями Петрова Г. Н. под руководством профессора Б. П. Хватова, где впервые в мире изучались процессы оплодотворения вне организма.

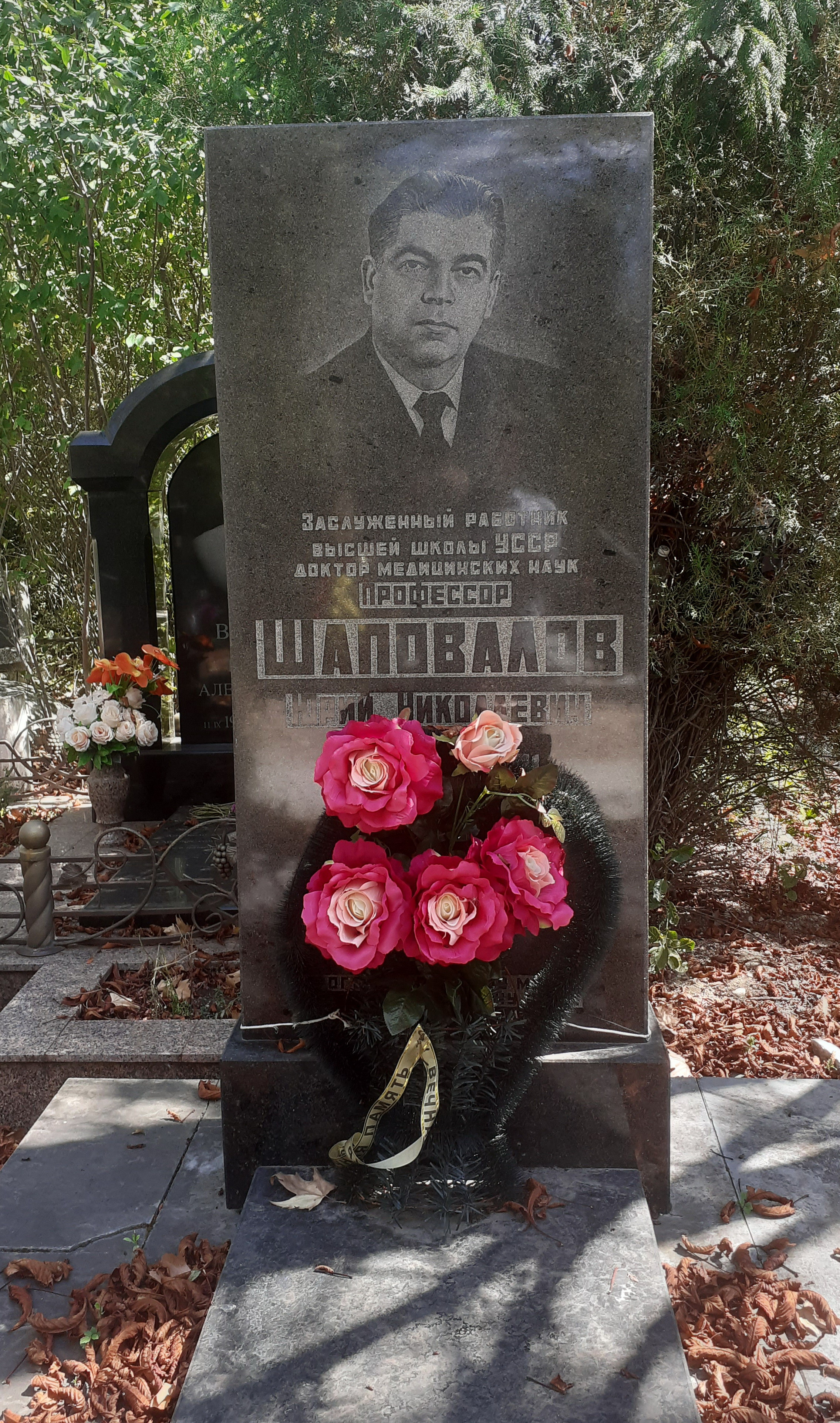
Могила профессора Ю. Н. Шаповалова на кладбище Абдал. Фото А. Трифонова

Наряду с научно-педагогической, занимался общественной работой. В течение десяти лет Юрий Николаевич редактировал ежегодный сборник научных работ кафедр морфологического профиля «Функциональная морфология человека и животных». Являлся членом правления Крымской организации общества «Знание». Был председателем проблемной комиссии «Морфология человека» Крымского медицинского университета и членом Всесоюзной проблемной комиссии «Морфология человека».
Умер в 1981 году в Симферополе. Похоронен на кладбище «Абдал», сектор 14.

## Семья
Его дочь — Е. Ю. Шаповалова, также стала учёным, доктором медицинских наук, профессором Медицинской академии имени С. И. Георгиевского «КФУ имени В. И. Вернадского».

## Награды
Имел правительственные награды, удостоен знака «Отличнику здравоохранения», в 1978 году Ю. Н. Шаповалову было присвоено звание «Заслуженный работник высшей школы УССР». Кандидат в мастера спорта СССР по шахматам.